# 七面天女

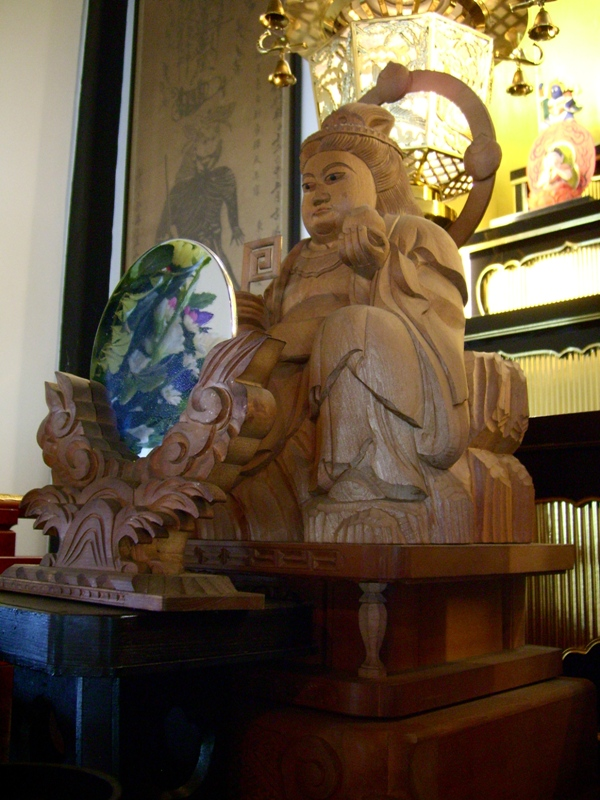
七面天女（千葉縣市川市大野町 本光寺）

七面天女（しちめんてんにょ）是日蓮宗系佛教的守護法華經的女神，也稱七面大明神（しちめんだいみょうじん）。

## 概要
原本作為日蓮宗總本山身延山久遠寺的守護神受到信仰，日蓮宗弘傳後，作為法華經的守護神，在各地的日蓮宗寺院奉祀。本地是山梨縣南巨摩郡早川町的七面山山頂的敬慎院供奉之神，被認為是吉祥天或弁財天。根據傳說，日蓮在身延山說法時，曾化身為女性聽聞。永仁5年（1297年），日蓮入滅後，弟子日朗和南部實長在七面山登山後勸請。
緣日是毎月18日或19日。

## 脚注
1. ↑  .   [2020-11-13]. （原始内容存档于2020-11-16）.
2. ↑  .   [2020-11-13]. （原始内容存档于2017-10-03）.

## 關連項目
- 八大龍王

## 外部連結
- 七面大明神「開運七面大天女」（页面存档备份，存于）